# Afshan Azad
Afshan Noor Azad-Kazi, född 12 februari 1988 i Longsight, är en brittisk skådespelare. Hon är mest känd för sin roll som Padma Patil i Harry Potter-filmerna. Padma Patil tillhör Gryffindor i filmerna men Ravenclaw i böckerna.

## Biografi
När representanter för Harry Potter-filmerna hade provspelningar på hennes skola anmälde hon sig bara på kul. Hon blev väldigt förvånad när hon fick rollen. Hon spelade Padma Patil i fem filmer.

## Filmografi
- 2005 – Harry Potter och den flammande bägaren
- 2007 – Harry Potter och Fenixorden
- 2009 – Harry Potter och halvblodsprinsen
- 2010 – Harry Potter och dödsrelikerna – Del 1
- 2011 – Harry Potter och dödsrelikerna – Del 2